# معاهدة

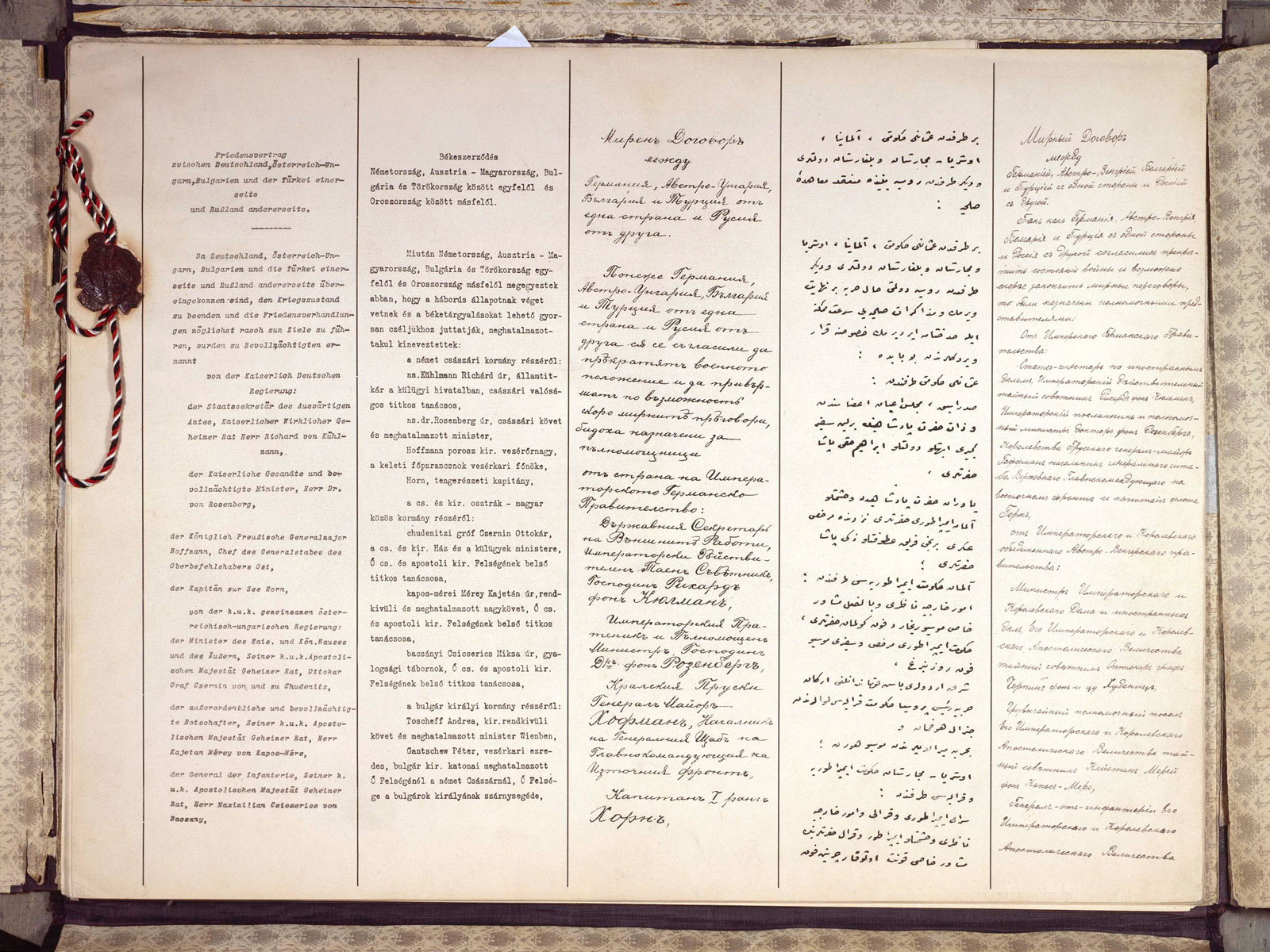
أول صفحتان من معاهدة برست ليتوفسك، مكتوبة باللغات الألمانية والمجرية والبلغارية والتركية العثمانية والروسية

المعاهدة الدولية أو الإتفاق الدولي هي «توافق إرادة شخصين أو أكثر من أشخاص القانون الدولي على إحداث آثار قانونية معينة طبقاً لقواعد القانون الدولي» وقد أخذت لجنة القانون الدولي بهذا المعنى الواسع للمعاهدة في المشروع الذي أعدته لقانون المعاهدات. والقصد كان شمول اصطلاح المعاهدات لكافة الإتفاقيات اللتي تعقدها الدول والمنظمات الدولية والمقر المقدس (الفاتيكان) والكيانات الممهدة للدولة كحركات التحرير، ولكن إتفاقية فيينا لقانون المعاهدات قصرت نطاق تطبيقها على المعاهدات التي تعقد بين الدول فقط.
عرفت الفقرة الأولى من المادة الثانية من إتفاقية فيينا المعاهدة بأنها «الإتفاق الدولي المعقود بين الدول في صيغة مكتوبة والذي ينظمه القانون الدولي سواء تضمنته وثيقة واحدة أو وثيقتان أو أكثر ومهما كانت تسميته الخاصة» وينطبق مصطلح الإتفاقية كذلك على «أية معاهدة تعد أداة منشئة لمنظمة دولية وعلى أية معاهدة تعتمد في نطاق منظمة دولية، ومع عدم الإخلال بأية قواعد خاصة بالمنظمة» (المادة 5 من إتفاقية فيينا لقانون المعاهدات)

## خصائص المعاهدة

### أولاً: التعبير عن إرادتين أو أكثر لإنتاج آثار قانونية
المعاهدة هي تصرف قانوني بإرادتين أو أكثر لا يشترط فيه أن يقع توافق الإرادتين أو الإرادات في وقت واحد.فالمعاهدة يمكن أن تولد من تصريح منفرد صادر عن إرادة طرف معين يتبعه قبول من طرف آخر، كما يمكن أن تولد من تصريح جماعي يعقبه قبول من دولة أو أكثر مثل إتفاقيات لندن لعام 1975 بشأن صادرات المعدات النووية.
وفي المعاهدات الدولية تتجه إرادة الأطراف إلى إحداث أثر قانوني معين أي إلى إنشاء حقوق وواجبات قانونية ملزمة للأطراف، أما التصرف القانوني اللذي يخلو من الآثار القانونية الملزمة للأطراف فلا يعد معاهدة دولي. ويندرج ضمن هذه الفئة من التصرفات الوثائق اللتي تتبادلها الدول واللتي يفترض أنها ليست مكتوبة. كما تشمل كذلك البيانات الصحفية المشتركة اللتي تصدر عن اللقاءات اللتي تجمع بين رؤساء الدول أو رؤساء الحكومات مثل «مؤتمرات القمة الأوروربية» و«مؤتمرات القمة العربية» وهي لا تربط الأشخاص اللذين تصدر عنهم، من الناحية القانونية البحتة، سوى برباط أدبي ذي طابع شخصي بحت.

### ثانياً: الصيغة المكتوبة
الإرادة وحدها ليست كافية لنشأة المعاهدة، إذ لا بد من ان يتم التعبير عنها لكي تظهر إلى العالم الخارجي. وتعقد المعاهدة في العادة كتابة ولهذا توجب إتفاقية فيينا في المعاهدة اللتي تنطبق عليها ان تتخذ صفة مكتوبة. غير ان الإتفاقية لا تغفل ظاهرة الإتفاقيات الدولية اللتي لا تتخذ شكلا مكتوبا أي الإتفاقيات الشفوية، فهي تقرر أن عدم سريان إتفاقية فيينا على الإتفاقيات الدولية اللتي لا تتخذ شكلا مكتوبا لا يخل بالقوة القانونية لتلك الإتفاقات إذا كانت تخضع لها بصورة مستقلة عن هذه الإتفاقيات.

### ثالثاً: نسبة التصرف إلى دول أو منظمات دولية
أطراف المعاهدة الدولية هم أشخاص القانون الدولي اللذين تعقد المعاهدة بإسمهم، ومن قبل السلطة المختصة بعمل ذلك، وتبقى المعاهدات الدولية بين الدول الأكثر أهمية بين المعاهدات الدولية الأخرى، وكان المفكرون خلال القرن التاسع عشر ومطلع القرن العشرين يقصرون اصطلاح المعاهدة على الإتفاقيات اللتي تعقد فيما بين الدول لأنها كانت تعد الأشخاص الوحيدة المباشرة للقانون الدولي.
وقد أخذت إتفاقية فيينا بالمعنى التقليدي حين نصت على عدم انطباقها إلا على المعاهدات فيما بين الدول ولكنها توضح أن عدم سريان الإتفاقية على الإتفاقات الدولية اللتي تعقد بين الدول والأشخاص الأخرى للقانون الدولي أو بين هذه الأشخاص الأخرى مع بعضها البعض لا يخل بالقوة القانونية لتلك الإتفافية.
يعقد المقر المقدس (البابا) إتفاقات مع الدول يطلق عليها اسم «الكونكوردات». ومن الناحية المادية تعالج هذه الإتفاقات مسائل روحية ذات طبيعة داخلية وتدخل بالتالي في الاختصاص الداخلي للدولة المتعاقدة (تنظيم العبادة والتأديب الكنسي).
إتفاقيات مهمة لا تعتبر معاهدات دولية لأن أحد أطرافها أو كليهما ليس شخصاً من أشخاص القانون الدولي
1. الإتفاقات المعقودة بين الشركات والمنظمات المهنية في بلدان مختلفة.
2. الإتفاقات المعقودة بين الدول والأشخاص الأجنبية أو المشروعات الأجنية.
3. الإتفاقات المعقودة بين الدول وسكان البلاد الأصليين.[3]

### رابعاً: خضوع التصرف للقانون الدولي
لا يعد التصرف القانوني المعقود بين أشخاص القانون الدولي معاهدة دولية إلا إذا كان يخضع للقانون الدولي. أما في حالة إتفاق الأطراف الصريح أو الضمني على خضوع التصرف للقانون الداخلي لدول معينة فلا يعد التصرف معاهدة دولية.

### خامساً: تعدد الوثائق اللتي تتكون منها المعاهدة
توضح إتفاقية فيينا ان المعاهدة يمكن أن تكون في وثيقة واحدة-الأصل العام- أو وثيقتين متصلتين أو أكثر.

### سادساً: تعدد التسميات
تستخدم الدول العديد من الاصطلاحات للدلالة على التعهدات المبرمة فيما بينها. فقد تستخدم اصطلاح المعاهدة ويحتفظ باصطلاح المعاهدة عادة للإتفاقات الشكلية أو الارتسامية اللتي تنظم أموراً أو مسائل على درجة من الأهمية، وهي عادة ما تكون ممهورة بالتوقيع ومختومة ولا تنفد قبل التصديق ومن الأمثلة التقليدية على المعاهدات بهذا المعنى الخاص معاهدات السلام، معاهدات التحالف، معاهدات ترسيم الحدود، معاهدات تسليم المجرمين، ومعاهدات الصداقة والتجارة والتعاون. ويلاحظ أن استخدام اصطلاح المعاهدة قد تراجع بشكل كبير في العقود الأخيرة لصالح اصطلاحات أخرى.

## أنواع المعاهدة
- معاهدة ثنائية: إذا كانت بين دولتين.
- معاهدة متعددة الاطراف: أو جماعية إذا كانت بين عدد من الدول أو بناء على دعوة منظمة دولية.

## التسوية الإقليمية
التسوية الإقليمية هي إجراءات قانونية تتخذ عقب نشوب حرب بين دولتين، تحت مظلة هيئة دولية أو دولة كبرى، بغرض تحقيق تسوية سلمية بين الدول المتحاربة، حفاظاً على الأمن والاستقرار العالمي.

## وصلات خارجية
- مجموعة معاهدات الأمم المتحدة (بالإنجليزية)